# Фосфор (мифология)
Фосфор (др.-греч. Φωσφόρος — «несущий свет»), Эосфор (др.-греч. ἑωσφόρος — «зареносец»), у древних греков — персонификация «утренней звезды» (Венеры).
В древнем Риме Фосфору соответствовал Люцифер; у славян — Денница.

## Утренняя звезда
По Цицерону, древние греки называли утреннюю звезду Фосфор, вечерняя звезда называлась Геспер.
Так древние греки называли планету Венера, которая из-за яркости Солнца видна только на заре и закате, в древности её считали разными планетами.
Когда было установлено, что Вечерняя и Утренняя звёзды — одно и то же светило (по Плинию и Аристоксену, это открытие принадлежало Пифагору, по другим источникам — Пармениду), Фосфор был отождествлён с Геспером.

## Персонификация
По Гесиоду, звезда Зареносец (Эосфор) был рождён богиней зари Эос от Астрея. В оригинале «Теогонии» Эос названа эпитетом «Эригенея», Ἠριγένεια — «самая рождающая» или «прежде всех рождающая», что иногда ошибочно принимают за другое божество.
По Овидию, считался отцом Кеика, Дедалиона и Гесперид. В. Г. Борухович называет его отцом Телавги[уточнить]. Следует учесть, что образы Эосфора и Геспера слились, как и их генеалогии, когда стало понято, что «утренняя» и «вечерняя звезда» — это одна планета.
В римской мифологии, по Псевдо-Гигину, ссылавшемуся на неясные источники, Геспер (и отождествлённый с ним Эосфор) является сыном Авроры (греч. Эос) и Кефала.

## Другое
Символически Эосфор обозначал собой восток, Геспер — запад (у восточных локров была печать с изображением Эосфора, у западных локров — с изображением Геспера).
Также «Фосфором» называли носящих факелы и приносящих свет богинь: Артемиду (Diana Lucifera), Эос, Гекату, Юнону, Люцину.
В честь Фосфора назван химический элемент.